# Passano i battaglioni/Vincere, vincere, vincere
Passano i battaglioni/Vincere, vincere, vincere è un 78 giri di Isa Bellini, Michele Montanari e il Trio Lescano pubblicato dalla Parlophon nel 1940

## Descrizione
Passano i battaglioni, è una marcia arrangiata dal maestro Pippo Barzizza e cantata da Isa Bellini con il Trio Lescano, mentre Vincere, vincere, vincere è arrangiata dal maestro Cinico Angelini e interpretata da Michele Montanari sempre con le Lescano, ed è scritta da Mario Zambrelli e Aristodemo Uzzi (che si firma con lo pseudonimo consueto Fausto Arconi) per il testo e da Paola Marchetti e Tatina Salesi.
Vincere, vincere, vincere rappresenta nella retorica fascista il chiaro esempio di un inno alla vittoria della seconda guerra mondiale (iniziata appena l'anno precedente) da parte dell'Italia. Il titolo, come del resto parti del testo (E vinceremo in cielo, terra e mare / è la parola d'ordine / d'una suprema volontà) è il chiaro riferimento al discorso tenuto da Benito Mussolini in piazza Venezia a Roma il 10 giugno 1940 (Combattenti di terra, di mare e dell'aria [...] La parola d'ordine è una sola, categorica e impegnativa per tutti. Essa già trasvola ed accende i cuori dalle Alpi all'Oceano Indiano: vincere! E vinceremo!).
Nella prima strofa è presente ancora un riferimento alla guerra d'Etiopia combattuta tra il 1935 ed il 1936 e vinta dall'Italia con la conquista dell'impero africano, per il quale lo stato italiano aveva subito le sanzioni da parte della Società delle Nazioni (Spezziam la schiavitù / che ci soffoca prigionieri nel nostro mar).

## Tracce
Lato A
1. Isa Bellini – Passano i battaglioni (feat. Trio Lescano) (testo: Bixio Cherubini – musica: Marf; edizioni musicali Casa Editrice C.A. Bixio)

Lato B
1. Michele Montanari – Vincere, vincere, vincere (feat. Trio Lescano) (testo: Mario Zambrelli e Fausto Arconi – musica: Paola Marchetti e Tatina Salesi)